# 마크 데이턴
마크 브랜트 데이턴(Mark Brandt Dayton, 1947년 1월 26일 ~ )은 미국의 정치인으로 제39대 미네소타주 주지사이다.

## 학력
- 예일 대학교 인문사회 학사

## 경력
- 1992.01 ~ 1996.01 제15대 미네소타 감사관
- 2001.01 ~ 2007.01 제107·108·109대 미국 미네소타주 연방상원의원
- 2011.01 ~ 2019.01 제40대 미네소타 주지사

## 역대 선거 결과
| 선거명      | 직책명                    | 대수  | 정당   | 득표율 | 득표수      | 결과 | 당락                     |
| ----------- | ------------------------- | ----- | ------ | ------ | ----------- | ---- | ------------------------ |
| 1982년 선거 | 상원의원 (미네소타 제1부) | 98대  | 민주당 | 46.57% | 840,401표   | 2위  | 낙선                     |
| 1990년 선거 | 미네소타 감사관           | 15대  | 민주당 | 57.63% | 1,011,124표 | 1위  | 미네소타주 감사관 당선   |
| 2000년 선거 | 상원의원 (미네소타 제1부) | 107대 | 민주당 | 48.83% | 1,181,553표 | 1위  | 미네소타주 상원의원 당선 |
| 2010년 선거 | 미네소타 주지사           | 40대  | 민주당 | 43.63% | 919,232표   | 1위  | 미네소타 주지사 당선     |
| 2014년 선거 | 미네소타 주지사           | 40대  | 민주당 | 50.07% | 989,113표   | 1위  | 미네소타 주지사 당선     |